# Etrit Berisha
Etrit Sadudin Berisha (Pristina, 10 de março de 1989) é um futebolista albanês que atua como goleiro.

## Carreira
Começou a carreira profissional na Suécia, pelo Kalmar FF, sendo um dos destaques do clube por algumas temporadas. Em 2013, quase assinou com o Chievo, porém aceitou uma proposta da Lazio, que o contratou em setembro.
Durante sua passagem pelos biancocelesti, chegou a alternar a titularidade com Federico Marchetti, entretanto viria a perder espaço na equipe. Fora dos planos para a temporada 2016-17, foi emprestado à Atalanta por 1 ano. Inicialmente reserva, herdou a vaga do então titular Marco Sportiello, que após brigar com o técnico Gian Piero Gasperini, foi listado para transferência. Com a saída de Sportiello para a Fiorentina, Berisha virou o novo camisa 1 da equipe de Bérgamo.
No dia 1 de Novembro de 2020, foi vendido ao SPAL.
Em 3 de Julho de 2021, foi emprestado ao Torino, tendo seu empréstimo terminado no dia 30 de junho de 2022.
Foi negociado novamente com o Torino no dia 1 de julho de 2022, com contrato até junho de 2024.

## Títulos
Kalmar
- Campeonato Sueco: 2008

Individual
- Melhor goleiro do Campeonato Sueco: 2013